# Kihanga (Iringa)
Kihanga ist ein Verwaltungsbezirk (englisch Ward) des Distrikts Iringa in der tansanischen Region Iringa.

## Geografie
Kihanga liegt im südlichen Hochland von Tansania etwa 50 Kilometer südwestlich der Regionshauptstadt Iringa. Der Bezirk grenzt im Norden an Idodi und Mlowa, im Nordosten an Nzihi, im Osten an Ulanda, im Süden an Maboga und Wasa und im Westen an Mahuninga. Bei der Volkszählung 2022 lebten 7506 Menschen in 1864 Haushalten auf einer Fläche von 439 Quadratkilometern.

## Gliederung
Der Bezirk besteht aus fünf Gemeinden (swahili Mtaa) mit 27 Orten (Kitongoji):
| Makombe - Ihanzu A - Ihanzu B - Shuleni - Makongomi - Ukeremi - Kihanga | Kihanga - Isoligona - Mkamila - Mpwapwa - Itovakami - Muungano | Kidilo - Kinyang’ama A - Kinyang’ama B - Kidilo - Nzaganza A - Nzaganza B | Igangidung'u - Mang'ula A - Mang'ula B - Lutemi Juu - Isaka A - Mlimba - Shuleni | Chamgogo - Chanagolo Shuleni - Isaka B - Chamgogo - Iramba - Nyororo |

## Infrastruktur
- Bildung: Die Kimaiga Secondary School ist eine staatliche weiterführende Schule, die Tagesschüler bis zur 4. Stufe ausbildet.[7]
- Gesundheit: In den Gemeinden Makombe, Kihanga und Igangidun'gu liegt je eine staatliche Apotheke.[8][9][10]